# Victor Millet
Victor Millet Schröder (* 1965 in Barcelona) ist Philologe und Literaturwissenschaftler mit Schwerpunkt auf germanistischer Mediävistik. Seit dem Jahr 1995 ist er Professor an der Universität Santiago de Compostela. Zu seinen wichtigsten Forschungsgebieten zählen digitale Editionen mittelalterlicher Texte sowie germanische Heldensagen und Heldenepik. 

## Veröffentlichungen (Auswahl)
- Hartmann von Aue: Iwein. Traducción, estudio y notas. Barcelona 1989.
- Waltharius-Gaiferos. Über den Ursprung der Walthersage und ihre Beziehung zur Romanze von Gaiferos und zur Ballade von Escriveta. Bern/Frankfurt a. M. 1992.
- Épica germánica y tradiciones épicas hispánicas: Waltharius y Gaiferos. Madrid (Gredos) 1998.
- Héroes de libro. Poesía heroica en las culturas anglogermánicas medievales. Santiago de Compostela (Universität) 2007.
- Germanische Heldendichtung im Mittelalter. Eine Einführung, Berlin (de Gruyter) 2008.
- Otnit. Wolf Dietrich, hg. von Stephan Fuchs-Jolie, V. Millet und Dietmar Peschel. Stuttgart (Reclam) 2013.
- Das Lied von Mio Cid, hg. von V. Millet und Alberto Montaner. Stuttgart (Reclam) 2013.
- Hartmann von Aue: Ereck. Textgeschichtliche Ausgabe mit Abdruck sämtlicher Fragmente und der Bruchstücke des mitteldeutschen 'Erek', hg. von Andreas Hammer, V. Millet und Timo Reuvekamp-Felber.
- Hartmann von Aue: Der arme Heinrich. Textgeschichtliche elektronische Ausgabe, hrsg. von Gustavo Fernández Riva und Victor Millet, unter Mitarbeit von Jakub Šimek, mit Übersetzungen von Dietmar Peschel, Heidelberg: Universitätsbibliothek, 2018 doi:10.11588/edition.ahd